# Jacques Baert
Baert Jacques (Lille, 1888 – ?) francia nemzetközi labdarúgó-játékvezető. Teljes neve Jacques Jules Georges Baert.

## Pályafutása
1930-ban lett az I. Liga játékvezetője. A nemzeti játékvezetéstől 1936-ban vonult vissza.

#### Nemzeti kupamérkőzések
Vezetett kupadöntők száma: 1.

##### Francia labdarúgókupa
Az 1933-1934-es szezonban, a Fédération Française de Football Association (FFFA) rendezte a 17., a Coupe de France Football tornát. 540 klub nevezett a kiírásra. Az FC Sète 5. alkalommal, az Olympique Marseille 4. alkalommal lett döntős. Az FC Sète volt az első francia klub, amely egyszerre lett bajnok és kupagyőztes ugyanabban a szezonban.
| Időpont        | Helyszín                       | Mérkőzés típusa | Mérkőzés                       | Eredmény | Nézők száma |
| -------------- | ------------------------------ | --------------- | ------------------------------ | -------- | ----------- |
| 1934. május 6. | Yves-du-Manoir Stadion, Párizs | döntő           | FC Sète–Olympique de Marseille | 2 : 1    | 40 600      |

### Nemzetközi játékvezetés
A Francia labdarúgó-szövetség Játékvezető Bizottsága (JB) 1933-ban terjesztette fel nemzetközi játékvezetőnek, a Nemzetközi Labdarúgó-szövetség (FIFA) bíróinak keretébe. A FIFA JB központi nyelvei közül a franciát beszélte. Több nemzetek közötti válogatott és klubmérkőzést vezetett, vagy működő társának partbíróként segített. Az aktív nemzetközi játékvezetéstől 1934-ben búcsúzott.

#### Labdarúgó-világbajnokság
A világbajnoki döntőhöz vezető úton Olaszországba a II., az 1934-es labdarúgó-világbajnokságra a FIFA JB partbíróként alkalmazta. Partbírói mérkőzéseinek száma világbajnokságon: 2.

##### 1934-es labdarúgó-világbajnokság

###### Világbajnoki mérkőzés
| Időpont         | Helyszín                        | Mérkőzés típusa    | Mérkőzés            | Játékvezető      | Eredmény | Nézők száma |
| --------------- | ------------------------------- | ------------------ | ------------------- | ---------------- | -------- | ----------- |
| 1934. május 27. | Giovanni Berta Stadion, Firenze | egyik nyolcaddöntő | Németország–Belgium | Francesco Mattea | 5 : 2    | 8 000       |
| 1934. május 31. | Mussolini Stadion, Torino       | egyik negyeddöntő  | Csehszlovákia–Svájc | Alois Beranek    | 3 : 2    | 12 000      |